# Martje Postma
Martje Postma (Amsterdam, 26 juli 1960) is een Nederlandse politica. Voor het CDA was zij van april 1998 tot mei 2010 wethouder in het Amsterdamse stadsdeel Osdorp.
Postma studeerde Nederlands recht aan de Vrije Universiteit Amsterdam. Zij begon haar politieke carrière in april 1994 als deelraadslid voor het CDA. Vanaf december 1994 tot april 1998 was zij fractievoorzitter voor deze partij in Amsterdam Osdorp.
Na de verkiezingen van 1998 werd zij lid van het dagelijks bestuur van stadsdeel Osdorp. Dat is zij gebleven tot mei 2010. Zij was twaalf jaar vicevoorzitter van het dagelijks bestuur en heeft in deze periode tweemaal gedurende een aantal maanden het voorzitterschap waargenomen.
Tot haar portefeuille behoorden onder meer welzijn, onderwijs, jeugd- en ouderenbeleid, sociale vernieuwing, coördinatie milieubeleid en in de tweede bestuursperiode de meeste gedelegeerde burgemeesterstaken.
Postma deelde in september 2009 mee niet meer beschikbaar te zijn voor een nieuwe bestuursperiode en trad na de verkiezingen van 2010 af om een sabbatical te houden. 
Sinds juni 2011 is zij lid van het dagelijks bestuur van het CDA Noord-Holland.
In 2018 werd zij benoemd tot ridder in de Orde van Oranje-Nassau.